# Гарфилд (Колорадо)
Гарфилд (енгл. Garfield) насељено је место без административног статуса у америчкој савезној држави Колорадо.

## Демографија
По попису из 2010. године број становника је 15.
| Група             | 2000.    | 2010.      |
| Белци             | 0 (0,0%) | 12 (80,0%) |
| Афроамериканци    | 0 (0,0%) | 0 (0,0%)   |
| Азијати           | 0 (0,0%) | 0 (0,0%)   |
| Хиспаноамериканци | 0 (0,0%) | 2 (13,3%)  |
| Укупно            | 0        | 15         |